# Monaco op het Eurovisiesongfestival

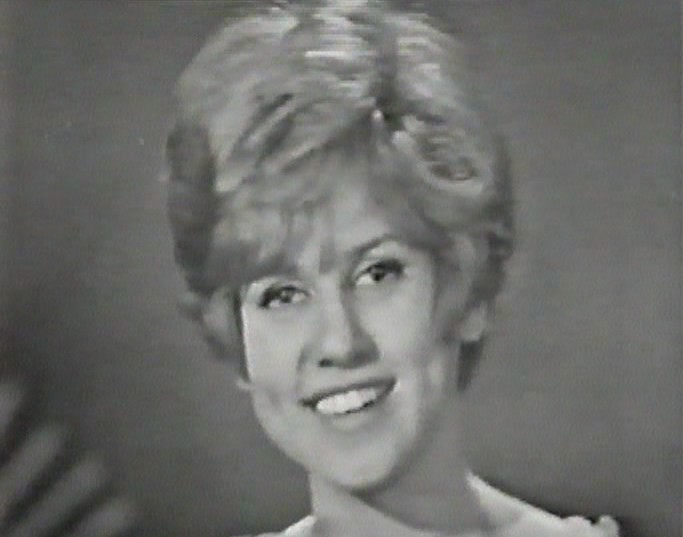
Marjorie Noël in Napels (1965)

Monaco deed tussen 1959 en 1979 en tussen 2004 en 2006 mee aan het Eurovisiesongfestival. Het land nam in totaal 24 keer aan de liedjeswedstrijd deel. Van 1980 tot en met 2003 nam Monaco niet deel aan de wedstrijd wegens te weinig belangstelling en financiële problemen. Sinds 2007 doet Monaco om dezelfde redenen niet meer mee.

## Geschiedenis
Monaco heeft het Eurovisiesongfestival één keer gewonnen en wel tijdens het Eurovisiesongfestival van 1971, waarbij Séverine met het liedje Un banc, un arbre, une rue eerste werd met 128 punten. Monaco is hiermee tot op heden het enige dwergstaatje dat het songfestival heeft gewonnen.
In de eerste twintig jaar dat het land deelnam was de dwergstaat een 'eurovisiereus' die de top 10-plaatsen opstapelde en vijftien van de 21 deelnames in de top 10 zag eindigen. Dit kwam waarschijnlijk wel mede door het feit dat er in die jaren nog niet zoveel landen meededen.
In 2004 maakte het land een rentree na 25 jaar afwezigheid en nam drie jaar op rij deel, telkens zonder succes. In het televotingtijdperk kon het land niet op genoeg steun rekenen. Ook de Franse taal heeft aan prestige ingeboet. Vroeger zongen Frankrijk, Monaco en Luxemburg elk jaar in het Frans, België om de twee jaar en Zwitserland vrij geregeld waardoor de Franstalige liedjes het vaak ook goed deden. Sinds de invoering van de vrije taalregel en televoting hebben Franstalige liedjes echter nog maar weinig successen behaald.
De 24ste en tot nu toe laatste keer dat Monaco aan het Eurovisiesongfestival deelnam was bij het Eurovisiesongfestival 2006. In 2007 overwoog Monaco om terug te komen, maar deed dit niet. Toen voor 2008 bekend werd dat er twee halve finales zouden komen overwoog het land om wel weer deel te nemen, maar uiteindelijk zag Monaco hier toch vanaf, omdat het zijn kansen eenvoudigweg te klein achtte.
Monaco werd nooit vertegenwoordigd door een Monegask; bijna alle artiesten die het prinsdom vertegenwoordigden waren Fransen, in 1966 vertegenwoordigde de Joegoslavische zangeres Tereza Kesovija het land. Sinds de afwezigheid in 2007 wordt Monaco jaarlijks gevraagd voor een hernieuwde deelname, die het land echter steeds officieel heeft afgewezen.

## Monegaskische deelnames
| Jaar | Artiest                          | Titel                                | Fin. | Ptn. | Semi | Ptn. | Taal                |
| ---- | -------------------------------- | ------------------------------------ | ---- | ---- | ---- | ---- | ------------------- |
| 1959 | Jacques Pills                    | Mon ami Pierrot                      | 11   | 1    |      |      | Frans               |
| 1960 | François Deguelt                 | Ce soir-là                           | 3    | 15   |      |      | Frans               |
| 1961 | Colette Deréal                   | Allons, allons les enfants           | 10   | 6    |      |      | Frans               |
| 1962 | François Deguelt                 | Dis rien                             | 2    | 13   |      |      | Frans               |
| 1963 | Françoise Hardy                  | L'amour s'en va                      | 5    | 25   |      |      | Frans               |
| 1964 | Romuald                          | Où sont-elles passées ?              | 3    | 15   |      |      | Frans               |
| 1965 | Marjorie Noël                    | Va dire à l'amour                    | 9    | 7    |      |      | Frans               |
| 1966 | Tereza                           | Bien plus fort                       | 17   | 0    |      |      | Frans               |
| 1967 | Minouche Barelli                 | Boum-badaboum                        | 5    | 10   |      |      | Frans               |
| 1968 | Line & Willy                     | A chacun sa chanson                  | 7    | 8    |      |      | Frans               |
| 1969 | Jean-Jacques                     | Maman, maman                         | 6    | 11   |      |      | Frans               |
| 1970 | Dominique Dussault               | Marlène                              | 8    | 5    |      |      | Frans               |
| 1971 | Séverine                         | Un banc, un arbre, une rue           | 1    | 128  |      |      | Frans               |
| 1972 | Anne-Marie Godart & Peter McLane | Comme on s'aime                      | 16   | 65   |      |      | Frans               |
| 1973 | Marie                            | Un train qui part                    | 8    | 85   |      |      | Frans               |
| 1974 | Romuald                          | Celui qui reste et celui qui s'en va | 4    | 14   |      |      | Frans               |
| 1975 | Sophie                           | Une chanson c'est une lettre         | 13   | 22   |      |      | Frans               |
| 1976 | Mary Christy                     | Toi, la musique et moi               | 3    | 93   |      |      | Frans               |
| 1977 | Michèle Torr                     | Une petite Française                 | 4    | 96   |      |      | Frans               |
| 1978 | Caline & Olivier Toussaint       | Les jardins de Monaco                | 4    | 107  |      |      | Frans               |
| 1979 | Laurent Vaguener                 | Notre vie c'est la musique           | 16   | 12   |      |      | Frans               |
| 2004 | Märyon                           | Notre planète                        | X    | X    | 20   | 10   | Frans               |
| 2005 | Lise Darly                       | Tout de moi                          | X    | X    | 24   | 22   | Frans               |
| 2006 | Séverine Ferrer                  | La coco-dance                        | X    | X    | 21   | 14   | Frans en Tahitiaans |

## Punten
In de periode 1959-2006. Punten uit de halve finale zijn in deze tabellen niet meegerekend.
| Plaats | Land                | Punten |
| ------ | ------------------- | ------ |
| 2      | Frankrijk           | 101    |
| 1      | Verenigd Koninkrijk | 83     |
| 3      | Duitsland           | 60     |
| 5      | Spanje              | 57     |
| 4      | Italië              | 55     |

| Plaats | Land                | Punten |
| ------ | ------------------- | ------ |
| 1      | Duitsland           | 56     |
| 1      | Italië              | 56     |
| 3      | Verenigd Koninkrijk | 55     |
| 4      | Zweden              | 47     |
| 5      | Nederland           | 46     |

### Twaalf punten gegeven aan Monaco
| Aantal | Land        | Wanneer |
| ------ | ----------- | ------- |
| 1      | Luxemburg   | 1976    |
| 1      | Griekenland | 1977    |
| 1      | Italië      | 1977    |
| 1      | Zweden      | 1978    |

### Twaalf punten gegeven door Monaco
(Vetgedrukte landen waren ook de winnaar van dat jaar.)
| Jaar | Land                  |
| ---- | --------------------- |
| 1975 | Verenigd Koninkrijk   |
| 1976 | Frankrijk             |
| 1977 | Verenigd Koninkrijk   |
| 1978 | België                |
| 1979 | Duitsland             |
| 2004 | Frankrijk             |
| 2005 | Israël                |
| 2006 | Bosnië en Herzegovina |

1959 · 1960 · 1961 · 1962 · 1963 · 1964 · 1965 · 1966 · 1967 · 1968 · 1969 · 1970 · 1971 · 1972 · 1973 · 1974 · 1975 · 1976 · 1977 · 1978 · 1979 · 1980-2003 · 2004 · 2005 · 2006 · 2007-2025